# لارس-گونار پترسون
لارس-گونار پترسون (انگلیسی: Lars-Gunnar Pettersson؛ زادهٔ ۸ آوریل ۱۹۶۰) بازیکن هاکی روی یخ اهل سوئد است.